# Arkebek
Arkebek ist eine Gemeinde im Kreis Dithmarschen in Schleswig-Holstein.

## Geographie
Das Dorf liegt an der Landesstraße 316 zwischen den Gemeinden Albersdorf und Nordhastedt.

### Gemeindegliederung
Die Gemeinde Arkebek besteht aus dem Ortskern und den Ortsteilen Arkebeker Feld und Riesewohld.

### Nachbargemeinden
Nachbargemeinden sind im Uhrzeigersinn im Norden beginnend die Gemeinden Schrum, Bunsoh, Albersdorf, Odderade und Nordhastedt (alle im Kreis Dithmarschen).

## Geschichte
Erstmals erwähnt wurde Arkebek als Erkebeke im Jahre 1447. „Erke“ ist das niederdeutsche Wort für ein Wehr oder eine kleine Schleuse. Demnach bedeutet der Name so viel wie „Bach mit einem Wehr“.
Am 1. April 1934 wurde die Kirchspielslandgemeinde Albersdorf aufgelöst. Alle ihre Dorfschaften, Dorfgemeinden und Bauerschaften wurden zu selbständigen Gemeinden/Landgemeinden, so auch Arkebek.
Im Jahre 1939 wurde in einer Kiesgrube ein eisernes Schwert aus dem 8. Jahrhundert gefunden. Es stammt wahrscheinlich aus einem zerstörten sächsischen Grab.
Arkebek hat 30 denkmalgeschützte Hügel- und Steingräber die allesamt, wie auf einer Perlenschnur, an der Kreisstraße 40 (Albersdorf – Schrum) liegen. Die nördlichsten sechs Hügel liegen auf dem Gelände des Truppenübungsplatzes „Riese“.

## Politik

### Gemeindevertretung
Bei der Kommunalwahl am 14. Mai 2023 wurden insgesamt neun Sitze vergeben. Diese fielen erneut alle an die Kommunale Wählervereinigung Arkebek. Die Wahlbeteiligung betrug 72,4 %.

## Wirtschaft und Infrastruktur
Von den einst 25 nach dem Zweiten Weltkrieg in Arkebek ansässigen landwirtschaftlichen Betrieben sind 60 Jahre später nur noch fünf vorhanden. Dieses zeigt den Wandel, den die Gemeinde durchgemacht hat. Der Ort entwickelt sich vom Bauerndorf zum Wohndorf für die Arbeiter und Angestellten der größeren Nachbargemeinde Albersdorf und dem nahen Heide.

### Öffentliche Einrichtungen
Arkebek war ein Standort der Bundeswehr, die hier mit 20 Mitarbeitern einen Funkturm eines Abgesetzten Bereiches des Fernmeldesektors 111 betrieb.

### Verkehr
Die Bundesautobahn 23 verläuft durch das Gemeindegebiet, die Anschlussstelle Albersdorf ist die nächstgelegene.